# Willie Jackson
 (décembre 2024).
Si vous disposez d'ouvrages ou d'articles de référence ou si vous connaissez des sites web de qualité traitant du thème abordé ici, merci de compléter l'article en donnant les références utiles à sa vérifiabilité et en les liant à la section « Notes et références ».
William Wakatere Jackson, né en 1961, est un homme politique néo-zélandais, ancien syndicaliste, animateur de radio et de télévision.
Il a été député de l’Alliance de 1999 à 2002 et depuis 2017 sous les couleurs du Parti travailliste. De 2017 à 2023, il est plusieurs fois ministre sous le sixième gouvernement travailliste.